# Chorthippus hirtus
Chorthippus hirtus is een rechtvleugelig insect uit de familie veldsprinkhanen (Acrididae). De wetenschappelijke naam van deze soort is voor het eerst geldig gepubliceerd in 1927 door Boris Petrovich Uvarov.